# Хирн, Сьюзан
Сьюзан Хирн (англ. Suzanne "Sue" Hearn; род. 1956) — австралийская конница (выездка).

## Биография
Олимпийские игры 2016 года в Рио-де-Жанейро стали дебютными для 60-летней австралийки Сьюзан Хирн, при этом она не являлась самой возрастной участницей соревнований в выездке. Старше её оказались сразу две конницы: её партнёрша по сборной Мэри Ханна (61 год) и новозеландская конница Джули Бруэм, которая в возрасте 62 лет и 83 дней также стала самой возрастной участницей Игр 2016 года, а также сборной Новой Зеландии за всё время выступлений страны в Олимпийских играх.
В возрасте 60 лет она стала вторым старейшим австралийцем, дебютировавшим в Олимпийских играх, после яхтсмена Гарольда Брука (Harold Brooke), дебютировавшего в возрасте 61 года на летних Олимпийских играх 1960 года.
В феврале 2019 года Сьюзан Хирн выиграла Гран-при CDI4* в Баули-Пойнте, первое в истории соревнование по выездке 4* в южном полушарии.
На коне Remmington её достижения:
- Олимпийские игры 2016 года — командное 9-е место и индивидуальное 54-е место.
- Aachen Nations Cup 2016 года — командное 8-е место и индивидуальное 29-е место.
- Melbourne World Cup 2018 года — 1-е личное место.